# 鄒衍
鄒 衍（すう えん、拼音: Zōu Yǎn、紀元前305年頃 - 紀元前240年）は、中国戦国時代の思想家。諸子百家の陰陽家の筆頭。斉の稷下の学士の一人。斉・魏・趙・燕の各地で厚遇された。後世の始皇帝にも学説が採用された。著作は散佚したが、学説や逸話が断片的に伝わっている。『史記』では騶衍と書かれる。尊称は鄒子。

## 略歴
『塩鉄論』論儒篇によれば、当初は儒者だったが、登用されなかったため独立して独自の説を唱えるようになった。
『史記』巻46田敬仲完世家の斉宣王十八年の記事によれば、鄒衍は淳于髠・田駢・接予・慎到・環淵と並ぶ、稷下の学士の代表的人物だった。
『史記』巻74孟子荀卿列伝によれば、鄒衍は孟子よりやや後の時代の人物で、斉に仕えた後、燕の昭王の師となり、また趙に赴き平原君の信頼を得たという。『史記』巻76平原君虞卿列伝によれば、その際、平原君の食客だった公孫龍を、「至道」の説により打ち負かしたという。また、同箇所の『史記集解』所引の『別録』によれば、鄒衍はその際、公孫龍ら名家の「白馬非馬」などの議論を、卑小な議論として批判したという。
『韓非子』飾邪篇によれば、燕の劇辛が趙の龐煖に敗戦した背景に、鄒衍による誤った勝利予言があった。

## 逸話
以下の超自然的な逸話が伝わる。

### 吹律
燕の国に作物が育たない寒冷な谷があった。そこへ鄒衍が訪れて笛（律）を吹くと、黍が豊かにみのる温暖な谷になった。それ以来、この谷は「黍谷」と呼ばれるようになった（出典: 『太平御覧』巻54等所引の『別録』）。

### 降霜
四字熟語で「鄒衍降霜」ともいう（『蒙求』に由来）。
鄒衍が燕の恵王に忠義を以て仕えていた際、讒言により投獄されてしまった。鄒衍が獄中で天を仰いで慟哭すると、当時は夏であったにもかかわらず、霜が降りたという（出典: 『太平御覧』巻14等所引の『淮南子』佚文）。

## 学説

### 概観
鄒衍の著作は断片的にしか現存しない。『漢書』芸文志によれば、鄒衍の著作として『鄒子』49篇と『鄒子終始』56篇があった。また、『史記』孟子荀卿列伝によれば「終始大聖之篇十余万言」や『主運』があった。『史記』封禅書によれば「陰陽主運」の説で名を馳せ、門徒の著作に『終始五徳之運』があった。始皇帝は斉人から『終始五徳之運』を献上され、その学説を採用した。
鄒衍の学説の大略は、『史記』孟子荀卿列伝に述べられている。これによれば、鄒衍は「推」（類推）の手法により、天地万物の知識を持ち、その知識をもとに政治や人倫を論じていた。人倫については儒家と同様の仁義などを説いた。「推」は『墨子』墨弁にも登場し、当時広く知られた手法だったと推測される。
鄒衍はとくに、「五徳終始説」と呼ばれる歴史観、および「大九州説」と呼ばれる世界地理観を説いた。

### 五徳終始説
『史記』孟子荀卿列伝によれば、鄒衍は「五徳転移、治各有宜」という旨を説いた。また、断片的に伝わる『鄒子』や『七略』によれば、「土・木・金・火・水」の五徳や、それに対応した王朝交替の歴史観（虞土・夏木・殷金・周火）を説いた。この歴史観を五徳終始説（終始五徳説とも）という。五徳終始説は五行思想の一種にあたる。
五徳終始説は、『呂氏春秋』応同篇や『史記』秦始皇本紀などでも用いられている。
始皇帝は秦を水徳の王朝とし、水と対応する色の黒や数字の六を国の諸制度で強調させた。

### 大九州説
『史記』孟子荀卿列伝によれば、鄒衍は、この世界は大海に囲まれた九つの州（大九州）からなり、その大九州それぞれの内部に小九州があるとした。そして、儒家のいう「中国」はその小九州の一つ「赤県神州」でしかなく、したがって「中国」は世界全体の1⁄81に過ぎないと主張した。
大九州説を提唱した目的は定かでない。推測としては、君主に中国外への外征を勧めるため、あるいは、五徳終始説など本題への導入として聞き手の注意を引くため、などとされる。
大九州説は、前漢の『塩鉄論』論鄒篇で桑弘羊によっても紹介される。桑弘羊は、始皇帝の外征の背景には大九州説があったのだ、とした上で、対外政策の意義を説いている。

## 受容
漢代の王充は『論衡』の随所で鄒衍に言及している。とくに談天篇・変動篇では、吹律・降霜・大九州説について批判的に論じている。揚雄は『法言』問道篇・問神篇で、鄒衍の天地の説を否定しつつ人倫の説については評価している。
近現代の中国学では、儒家の思孟学派との関連が考察されたり、中国科学史の祖の一人として評価されたりしている。